# Żmiączka
Żmiączka – potok, prawy dopływ Łososiny o długości 5,58 km i powierzchni zlewni 6,86 km².
Żmiączka wypływa na wysokości około 810 m na północnych stokach Sałasza Wschodniego w Paśmie Łososińskim w Beskidzie Wyspowym. Początkowo spływa w północno-wschodnim kierunku przez porośnięte lasem obszary Pasma Łososińskiego, niżej zakręca bardziej na północ i spływa przez zabudowane obszary miejscowości Żmiąca, a następnie Strzeszyce, gdzie uchodzi do Łososiny na wysokości 294 m. Czasami Żmiączka nazywana jest Potokiem Żmiącym. Dolna część jej biegu jest uregulowana hydrotechnicznie.
Cały bieg potoku Żmiączką znajduje się w obrębie wsi Żmiąca i Streszyce w województwie małopolskim, w powiecie limanowskim, w gminie Laskowa.